# Villa General Borges
Villa General Borges és un centre poblat de l'Uruguai, ubicat al nord del departament de Río Negro. Té una població aproximada de 229 habitants segons les dades del cens del 1996.
Es troba a 96 metres sobre el nivell del mar.
| 1963 | 1975 | 1985 | 1996 | 2004    |
| ---- | ---- | ---- | ---- | ------- |
| 251  | 176  | 202  | 229  | {{{5}}} |